# Asperationsprincipen
Asperationsprincipen innebär att när en gärningsperson döms för flera brott samtidigt och får ett gemensamt straff, så bedöms det allvarligaste brottet till sitt fulla straffvärde medan straffvärdet för övriga brott reduceras i en fallande skala.

## Motiv
Motiven till principen är humanitet, då lidandet ansetts progressivt öka i intensitet under tiden som straffet fortgår. En annan motivering är ideell konkurrens där gärningsmannens uppfattning om brotten inte framstod såsom uppenbar - t.ex. genom att han/hon inte uppfattade brotten såsom klandervärda. En tredje motivering är att längre strafftid inte proportionellt skulle öka den dömdes möjligheter att sluta begå brott. Längre strafftider kunde även påverka den dömdes sociala förmåga och därmed vara ineffektiva ur brottsförebyggande synpunkt. En fjärde motivering var att straff som kumuleras enkelt genom addition skulle leda till straff som i praktiken utgjorde livstidsstraff. Ett vidare praktiskt argument för principen är att fängelsekostnader skulle öka drastiskt om fängelsetid utdömdes helt linjärt. Ett femte argument handlar om att kunna jämföra domar med varandra. Det kan upplevas märkligt om en dom som handlar om flera fall av misshandel ger ett högre straff än mord endast för att det rörde många fall av misshandel. 
Som exempel på dessa argument skulle en person på 40 år som dömts för 300 fall av stöld, med ett straffvärde om två månader vardera, med kumulationsprincipen få ett 50-årigt fängelsestraff och frisläppas vid 90 års ålder, vilket i praktiken skulle innebära att den kvantitativa skillnaden mot en dom mot en person som begått 300 inbrott, 300 våldtäkter, 300 mord eller omfattande brott mot mänskligheten, försvann. Detta skulle enligt asperationsprincipens anhängare uppfattas som hårt, dyrt och stötande. 
Kritiker menar att principen de facto innebär en mängdrabatt för brottslighet där vissa av illdåden bestraffas mildare och att merparten av brottsoffer därför går miste om reell upprättelse. En annan invändning är att brottsligheten skulle minska och samhället skulle skyddas om återfallsförbrytare hölls inlåsta under en tid som stod i proportionen till det fulla straffvärdet, helt enkelt eftersom den dömde då vore oförmögen att begå fler brott från anstalten.
Principen finns även uttryckt i det reella strafftak som finns för fängelsestraff om 18 år, såvida ett brott som begås inte är belagt med livstids fängelse. 
Ett slags motsats kallas att dömas i brottskonkurrens i enlighet med kumulationsprincipen.